# Nachal Šechem
Nachal Šechem (hebrejsky: נחל שכם, arabsky: Vádí Zejmer, na horním toku Vádí eš-Ša'ir a Vádí Bajt Iba) je vádí na Západním břehu Jordánu a v centrálním Izraeli, v pobřežní nížině.
Začíná v nadmořské výšce přes 700 metrů nad mořem, na svazích hory Har Ejbal na severním okraji města Nábulus (hebrejsky Šechem) na Západním břehu Jordánu v centrální části Samařska. Směřuje potom pod jménem Vádí al-Bastami odlesněnou hornatou krajinou k západu a severozápadu, přičemž míjí vesnice Zavata a Bajt Iba a zařezává se do okolního kopcovitého terénu. Prochází okolo města Dejr Šaraf a nedaleko izraelské osady Šavej Šomron. V následujícím úseku vede údolím Nachal Šechem lokální silnice 557. Míjí obce Ramin a izraelskou osadu Ejnav, pak prochází přímo skrz město Anabta. Za ním se stáčí k západu a postupně vychází z hlubokého údolí do volnější krajiny na západním okraji Samařska. Zde míjí palestinský uprchlický tábor Nur Šams a ze severu obchází město Tulkarm. Za ním vstupuje na území Izraele, kde mezi obcemi Bat Chefer a Jad Chana vchází do rovinaté a zemědělsky využívané pobřežní nížiny, přičemž zde podchází těleso dálnice číslo 6. Odtud vede tok opět severozápadním směrem, okolo vesnice Gan Jošija, za kterou potom zprava ústí do vádí Nachal Alexander.